# Velika nagrada Brazilije 2011
Velika nagrada Brazilije 2011 je devetnajsta in zadnja dirka Svetovnega prvenstva Formule 1 v sezoni 2011. Odvijala se je 27. novembra 2011 na dirkališču Autódromo José Carlos Pace v predmestju São Paula. Zmagal je Mark Webber, drugo mesto je osvojil Sebastian Vettel, oba Red Bull-Renault, tretji pa je bil Jenson Button, McLaren-Mercedes.

## Rezultati

### Kvalifikacije
| Poz | Št | Dirkač             | Konstruktor          | 1. del   | 2. del   | 3. del    | Št. m. |
| --- | -- | ------------------ | -------------------- | -------- | -------- | --------- | ------ |
| 1   | 1  | Sebastian Vettel   | Red Bull-Renault     | 1:13,664 | 1:12,446 | 1:11,918  | 1      |
| 2   | 2  | Mark Webber        | Red Bull-Renault     | 1:13,467 | 1:12,658 | 1:12,099  | 2      |
| 3   | 4  | Jenson Button      | McLaren-Mercedes     | 1:13,281 | 1:12,820 | 1:12,283  | 3      |
| 4   | 3  | Lewis Hamilton     | McLaren-Mercedes     | 1:13,361 | 1:12,811 | 1:12,480  | 4      |
| 5   | 5  | Fernando Alonso    | Ferrari              | 1:13,969 | 1:12,870 | 1:12,591  | 5      |
| 6   | 8  | Nico Rosberg       | Mercedes             | 1:14,083 | 1:12,569 | 1:13,050  | 6      |
| 7   | 6  | Felipe Massa       | Ferrari              | 1:14,269 | 1:13,291 | 1:13,068  | 7      |
| 8   | 14 | Adrian Sutil       | Force India-Mercedes | 1:13,480 | 1:13,261 | 1:13,298  | 8      |
| 9   | 9  | Bruno Senna        | Renault              | 1:14,453 | 1:13,300 | 1:13,761  | 9      |
| 10  | 7  | Michael Schumacher | Mercedes             | 1:13,694 | 1:13,571 | brez časa | 10     |
| 11  | 15 | Paul di Resta      | Force India-Mercedes | 1:13,733 | 1:13,584 |           | 11     |
| 12  | 11 | Rubens Barrichello | Williams-Cosworth    | 1:14,117 | 1:13,801 |           | 12     |
| 13  | 19 | Jaime Alguersuari  | Toro Rosso-Ferrari   | 1:14,225 | 1:13,804 |           | 13     |
| 14  | 18 | Sébastien Buemi    | Toro Rosso-Ferrari   | 1:14,500 | 1:13,919 |           | 14     |
| 15  | 10 | Vitalij Petrov     | Renault              | 1:13,859 | 1:14,053 |           | 15     |
| 16  | 16 | Kamui Kobajaši     | Sauber-Ferrari       | 1:14,571 | 1:14,129 |           | 16     |
| 17  | 17 | Sergio Pérez       | Sauber-Ferrari       | 1:14,430 | 1:14,182 |           | 17     |
| 18  | 12 | Pastor Maldonado   | Williams-Cosworth    | 1:14,625 |          |           | 18     |
| 19  | 20 | Heikki Kovalainen  | Lotus-Renault        | 1:15,068 |          |           | 19     |
| 20  | 21 | Jarno Trulli       | Lotus-Renault        | 1:15,358 |          |           | 20     |
| 21  | 23 | Vitantonio Liuzzi  | HRT-Cosworth         | 1:16,631 |          |           | 21     |
| 22  | 22 | Daniel Ricciardo   | HRT-Cosworth         | 1:16,890 |          |           | 22     |
| 23  | 25 | Jérôme d'Ambrosio  | Virgin-Cosworth      | 1:17,019 |          |           | 23     |
| 24  | 24 | Timo Glock         | Virgin-Cosworth      | 1:17,060 |          |           | 24     |

### Dirka
| Poz | Št | Dirkač             | Konstruktor          | Krogi | Čas/Odstop  | Št. m. | Toč |
| --- | -- | ------------------ | -------------------- | ----- | ----------- | ------ | --- |
| 1   | 2  | Mark Webber        | Red Bull-Renault     | 70    | 1:32:17,464 | 2      | 25  |
| 2   | 1  | Sebastian Vettel   | Red Bull-Renault     | 70    | + 16,9 s    | 1      | 18  |
| 3   | 4  | Jenson Button      | McLaren-Mercedes     | 70    | + 27,6 s    | 3      | 15  |
| 4   | 5  | Fernando Alonso    | Ferrari              | 71    | + 35,0 s    | 5      | 12  |
| 5   | 6  | Felipe Massa       | Ferrari              | 71    | + 66,7 s    | 7      | 10  |
| 6   | 14 | Adrian Sutil       | Force India-Mercedes | 70    | +1 krog     | 8      | 8   |
| 7   | 8  | Nico Rosberg       | Mercedes             | 70    | +1 krog     | 6      | 6   |
| 8   | 15 | Paul di Resta      | Force India-Mercedes | 70    | +1 krog     | 11     | 4   |
| 9   | 16 | Kamui Kobajaši     | Sauber-Ferrari       | 70    | +1 krog     | 16     | 2   |
| 10  | 17 | Vitalij Petrov     | Renault              | 70    | +1 krog     | 15     | 1   |
| 11  | 19 | Jaime Alguersuari  | Toro Rosso-Ferrari   | 70    | +1 krog     | 13     |     |
| 12  | 18 | Sébastien Buemi    | Toro Rosso-Ferrari   | 70    | +1 krog     | 14     |     |
| 13  | 17 | Sergio Pérez       | Sauber-Ferrari       | 70    | +1 krog     | 17     |     |
| 14  | 11 | Rubens Barrichello | Williams-Cosworth    | 70    | +1 krog     | 12     |     |
| 15  | 7  | Michael Schumacher | Mercedes             | 70    | +1 krog     | 10     |     |
| 16  | 20 | Heikki Kovalainen  | Lotus-Renault        | 69    | +2 kroga    | 19     |     |
| 17  | 9  | Bruno Senna        | Renault              | 69    | +2 kroga    | 9      |     |
| 18  | 21 | Jarno Trulli       | Lotus-Renault        | 69    | +2 kroga    | 23     |     |
| 19  | 25 | Jérôme d'Ambrosio  | Virgin-Cosworth      | 68    | +3 krogi    | 25     |     |
| 20  | 22 | Daniel Ricciardo   | HRT-Cosworth         | 68    | +3 krogi    | 22     |     |
| Ods | 23 | Vitantonio Liuzzi  | HRT-Cosworth         | 61    | Alternator  | 23     |     |
| Ods | 3  | Lewis Hamilton     | McLaren-Mercedes     | 46    | Menjalnik   | 4      |     |
| Ods | 12 | Pastor Maldonado   | Williams-Cosworth    | 18    | Zavrten     | 26     |     |
| Ods | 24 | Timo Glock         | Virgin-Cosworth      | 24    | Kolo        | 21     |     |